# پرنسس تاون

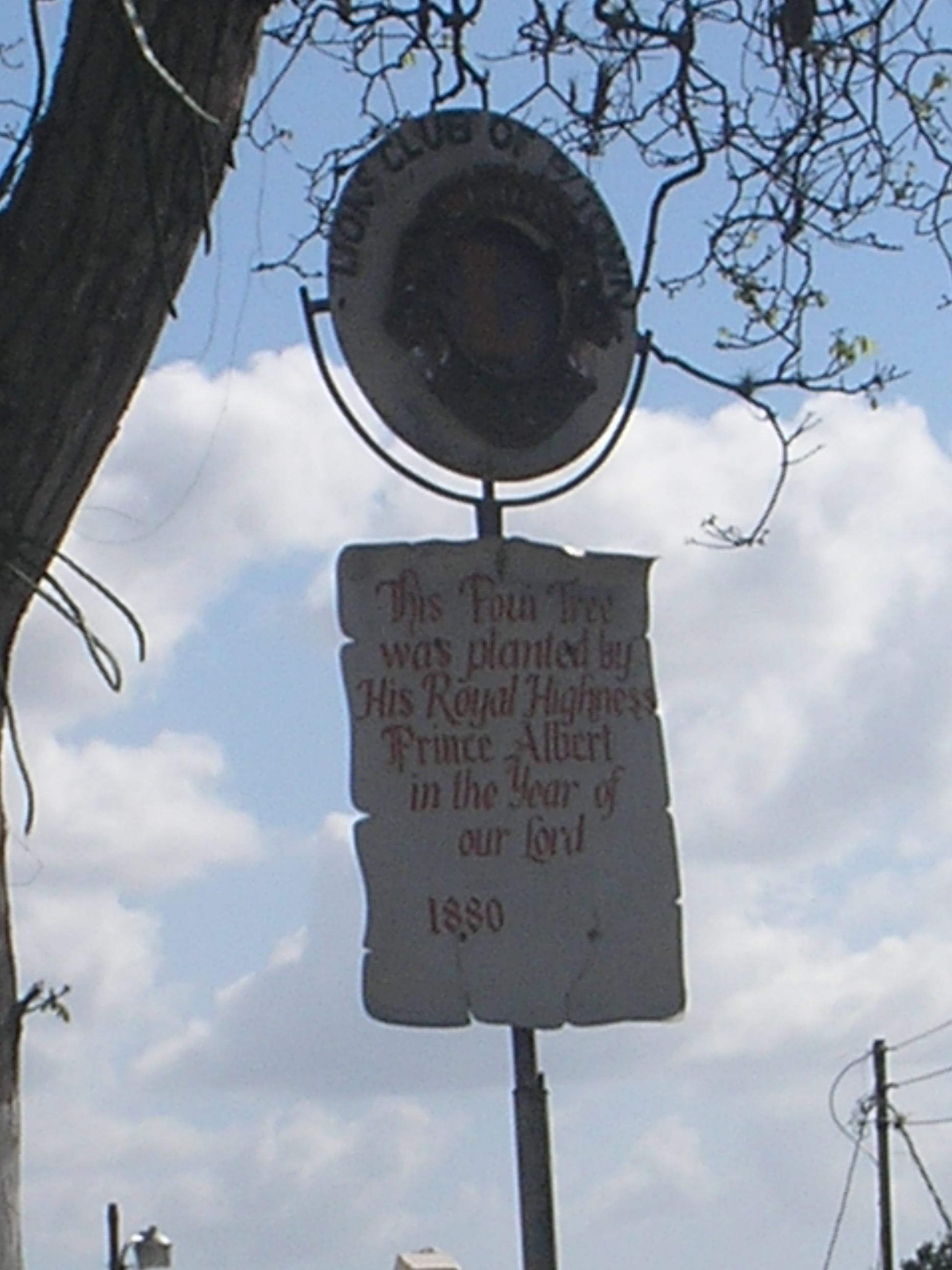
تابلوی ورودی شهر

پرنسس تاون (به انگلیسی: Princes Town) شهرکی در کشور ترینیداد و توباگو، استان پرنسس تاون است که جمعیت آن در سرشماری سال ۲۰۰۵ میلادی ۷٫۰۶۱ نفر بوده‌است.